# Карл-Фрідріх фон Абендрот
Карл-Фрідріх фон Абендрот (нім. Karl-Friedrich von Abendroth; 26 листопада 1884 — ?) — німецький офіцер-підводник, корветтен-капітан рейхсмаріне.

## Біографія
1 квітня 1902 року втупив на флот. Учасник Першої світової війни. З 31 липня по 11 листопада 1918 року — командир підводного човна SM U-162. 1 серпня 1921 року звільнений у відставку.

## Звання
- Морський кадет (1 квітня 1902)
- Фенріх-цур-зее (11 квітня 1903)
- Лейтенант-цур-зее (29 вересня 1905)
- Оберлейтенант-цур-зее (30 березня 1908)
- Капітан-лейтенант (13 травня 1913)
- Корветтен-капітан (1 січня 1921)

## Нагороди
- Залізний хрест 2-го і 1-го класу
- Орден Альберта (Саксонія)
- Військовий хрест Фрідріха-Августа (Ольденбург)